# Joods monument (Drachten)
Het Joods monument in Drachten (gemeente Smallingerland) is een granieten sculptuur, bestaande uit veertien afgekapte zuilen van verschillende lengtes. Op elke zuil staat de naam van een Joods oorlogsslachtoffer en een goudkleurige davidster.

## Beschrijving
De afgekapte zuilen symboliseren de afgebroken levens van veertien Joodse inwoners van Drachten die in de Tweede Wereldoorlog zijn vermoord. Met de verschillende lengtes heeft de ontwerper de leeftijden van de slachtoffers aangegeven. De zuilen zijn tegen elkaar geplaatst om uit te drukken dat de slachtoffers in de concentratiekampen steun bij elkaar zochten.
Het ontwerp van journalist Hotze Rusticus (Leeuwarden, 1927) is uitgevoerd door steenhouwerij Cuperus uit Drachten. Het monument bevindt zich in het Van Haersmapark aan de Stationsweg in Drachten. Het is op 19 april 2001 onthuld door Herman Zilverberg, een overlevende van diverse concentratiekampen.

## Fotogalerij

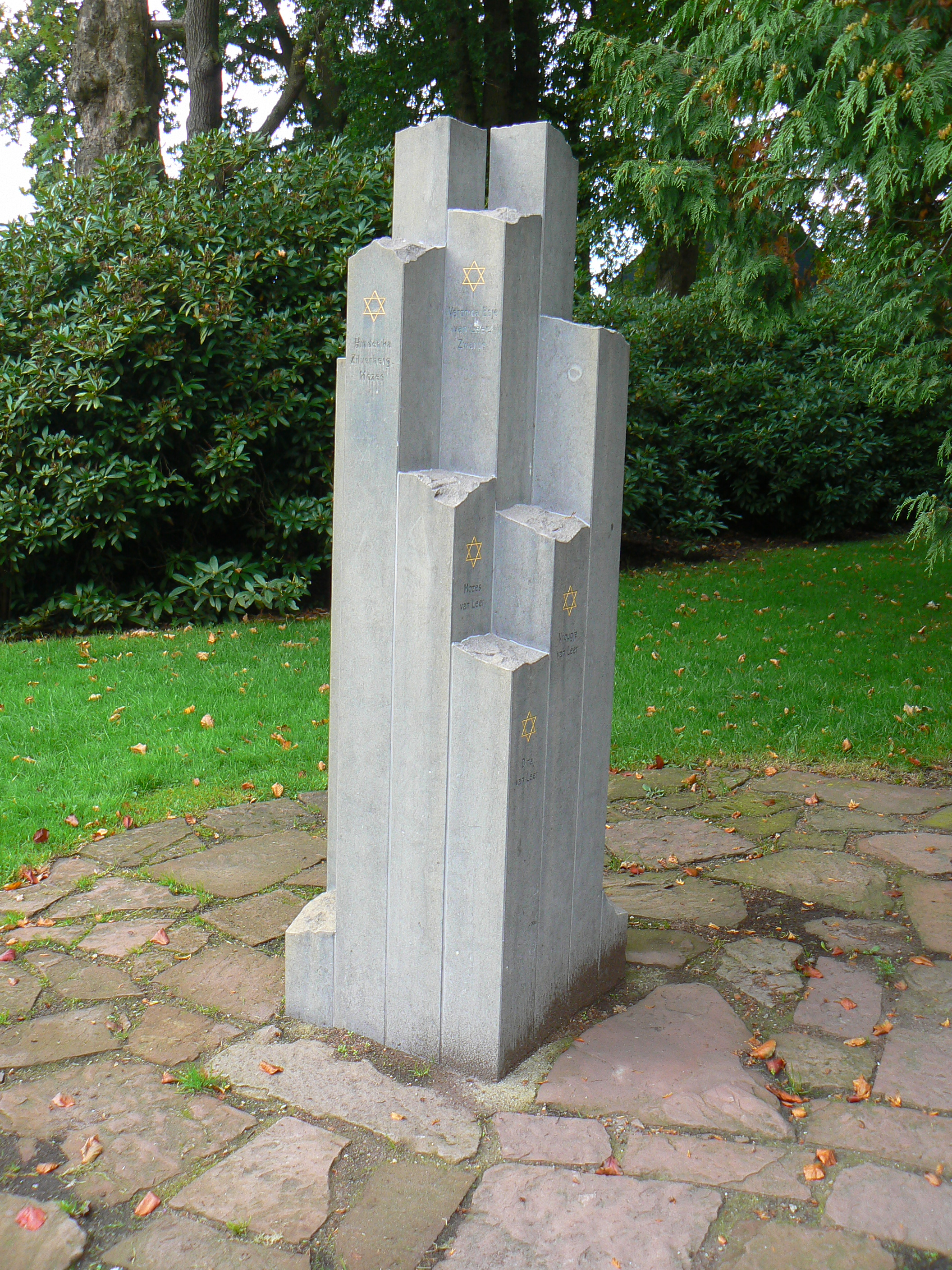
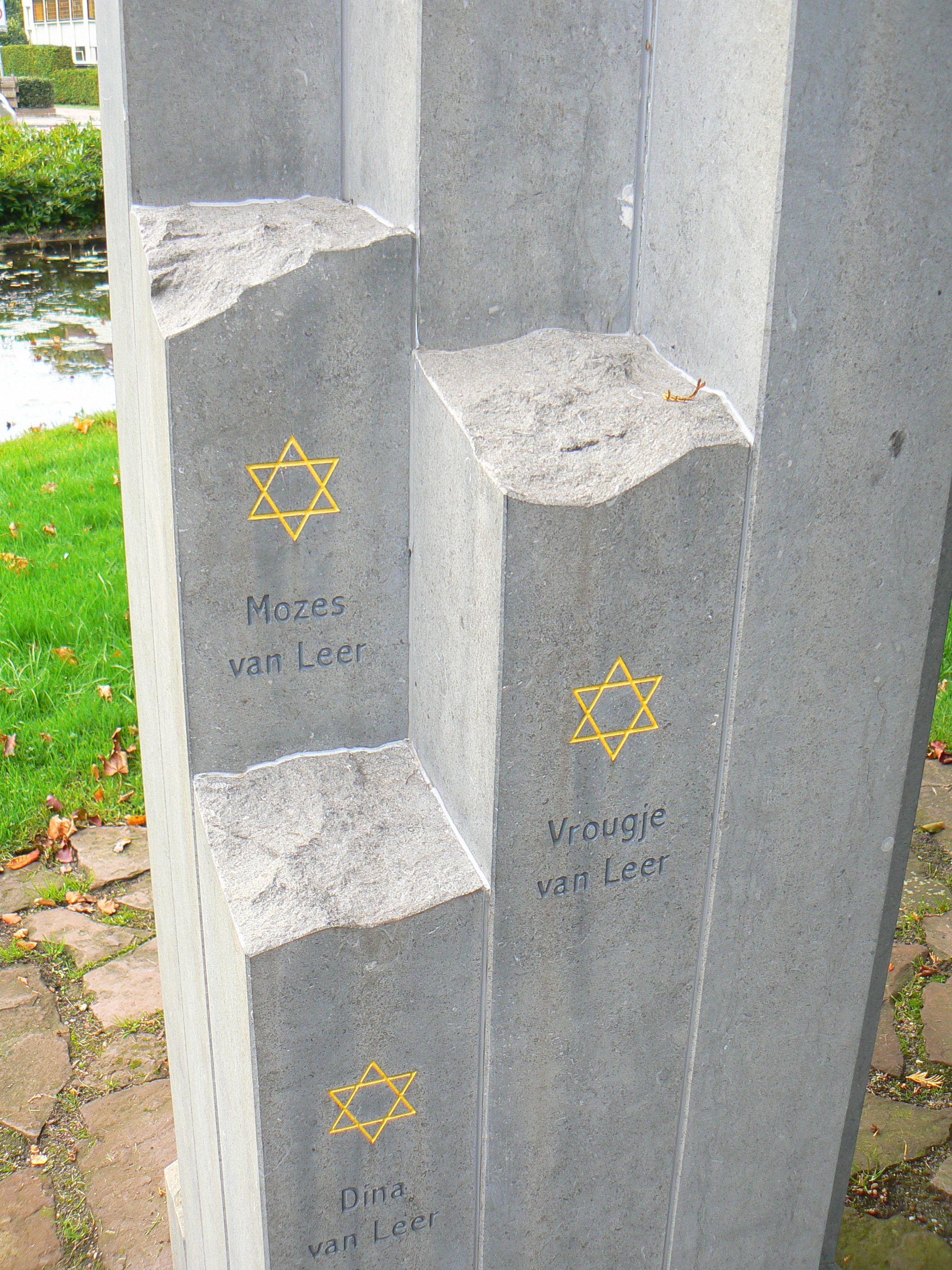
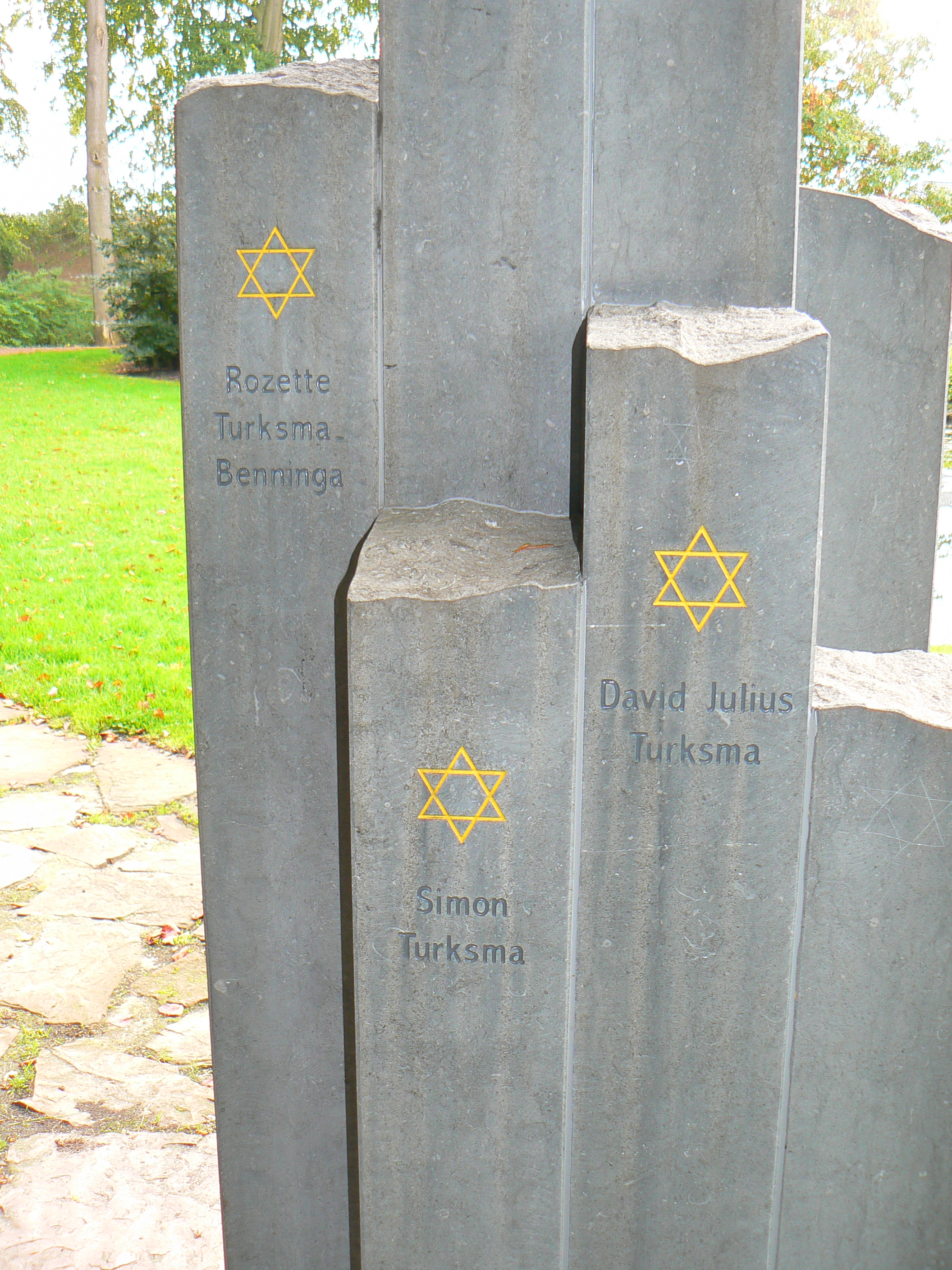